# Ali Sulayman al-Assad

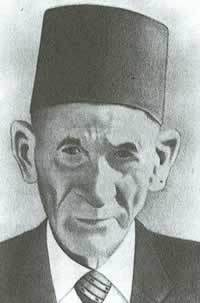
Ali Sulayman al-Assad

Sulayman Ali al-Assad (1875 - 1963) foi um líder dos alauitas em Lataquia e era uma figura da oposição para a ocupação francesa no Mandato francês para a Síria e o Líbano. Ele era o pai do presidente sírio, Hafez al-Assad.

## Vida
Os al-Assad viviam em Qardaha, uma cidade alauíta em Lataquia, e são membros da tribo Kalbiyya